# Pollenia demissa
Pollenia demissa este o specie de muște din genul Pollenia, familia Calliphoridae. A fost descrisă pentru prima dată de Frederick Wollaston Hutton în anul 1901. Conform Catalogue of Life specia Pollenia demissa nu are subspecii cunoscute.